# Migjeni
Millosh Gjergj Nikolla dit Migjeni, est un poète albanais né le 13 octobre 1911 à Shkodra (Albanie) et mort le 26 août 1938 à Torre Pellice (Italie). 
En 1935 parut son recueil intitulé Vers libres mais le reste de son œuvre, constituée de poèmes et d'articles littéraires, ne fut publié qu'après 1945. D'inspiration essentiellement sociale, Migjeni est l'un des auteurs majeurs du courant dit « progressiste » qui se développa dans son pays dans les années 1920. 
Il meurt de la tuberculose à l'âge de 26 ans.

## Œuvres
- La Beauté qui tue
- La Pomme défendue
- La Légende du maïs